# 명진중학교
명진중학교(明進中學校)는 대한민국 부산광역시 북구 화명동에 있는 공립 중학교이다.

## 학교 연혁
- 2002년 7월 1일 : 명진중학교 학교설립 지적승인 고시
- 2003년 1월 3일 : 명진중학교 설립인가 조례 공포(36학급)
- 2003년 3월 1일 : 초대 김성래 교장 취임
- 2003년 3월 4일 : 개교 및 입학식 (신입생 9학급 322명, 2학년 전입생 5학급 171명 계 14학급 493명)
- 2005년 2월 17일 : 제1회 졸업식(182명)
- 2008년 11월 10일 : 문화예술교육시범학교 운영성과 발표회
- 2012년 3월 1일 : WEE - Class 구축
- 2012년 9월 1일 : 수학, 영어 교과교실(각 3실) 및 스마트 교실 구축
- 2013년 11월 18일 : 자유학기제 정책 연구학교 성과 보고회
- 2022년 9월 1일 : 제9대 최경이 교장 취임
- 2023년 2월 8일 : 제19회 졸업식 (졸업생 186명, 누계 5,702명)
- 2025년 2월 6일 : 제21회 졸업식(6학급 159명)
- 2025년 3월 4일 : 제23회 입학식(6학급 159명)

## 참고 자료
- 명진중학교 - 한국교육학술정보원 학교알리미